# Размадзе, Андрей Михайлович
Андрей (Андроник) Михайлович Разма́дзе (ანდრონიკე მიხეილის ძე რაზმაძე, 30 июля [11 августа] 1890, село Чхениши, Грузия — 2 октября 1929, Тбилиси) — грузинский математик, специалист по вариационному исчислению, основатель грузинской математической школы, автор первых учебников математического анализа на грузинском языке.

## Биография
Отец — Михаил Гаврилович Размадзе, служащий железных дорог, мать — Нино Георгиевна Нодия.
В 1906 году окончил реальное училище в городе Кутаиси; в 1910 году — математическое отделение физико-математического факультета Московского университета.
С 1910 по 1916 годы работал учителем математики в Мценске, Муроме и Подольске. В 1917 году получил учёную степень магистра в Московском университете и звание доцента.
В конце 1917 года вернулся в Грузию, участвовал в организации Тбилисского университета, где в 1918 году стал профессором. В 1925 году в Париже получил степень доктора за диссертацию «О разрывных решениях в вариационном исчислении».
Умер после тяжёлой болезни. Похоронен в Тбилиси в Дидубийском пантеоне, но в 1989 году его прах был перенесён в сквер у Тбилисского университета.

## Научные интересы
Работы по вариационному исчислению, продолжающие работы Карла Вейерштрасса и Давида Гильберта.

## Память
Именем Размадзе был назван Тбилисский математический институт Академии наук Грузинской ССР.